# Extraordinaires Relationes Aus Allerley Orten
Extraordinaires Relationes Aus Allerley Orten war eine deutsche Zeitung in Kopenhagen von 1672 bis 1681. Sie war die erste bekannte deutschsprachige Zeitung außerhalb des Römisch-Deutschen Reiches.

## Geschichte
Am 22. Oktober 1672 erhielt der Buchdrucker Daniel Paulli, der aus Rostock stammte, das königlich-dänische Privileg,  Zeitungen in Kopenhagen herausgeben zu dürfen. Seitdem erschienen die Extraordinaires Relationes, (in den folgenden Jahren mit teilweise etwas abweichenden Bezeichnungen).

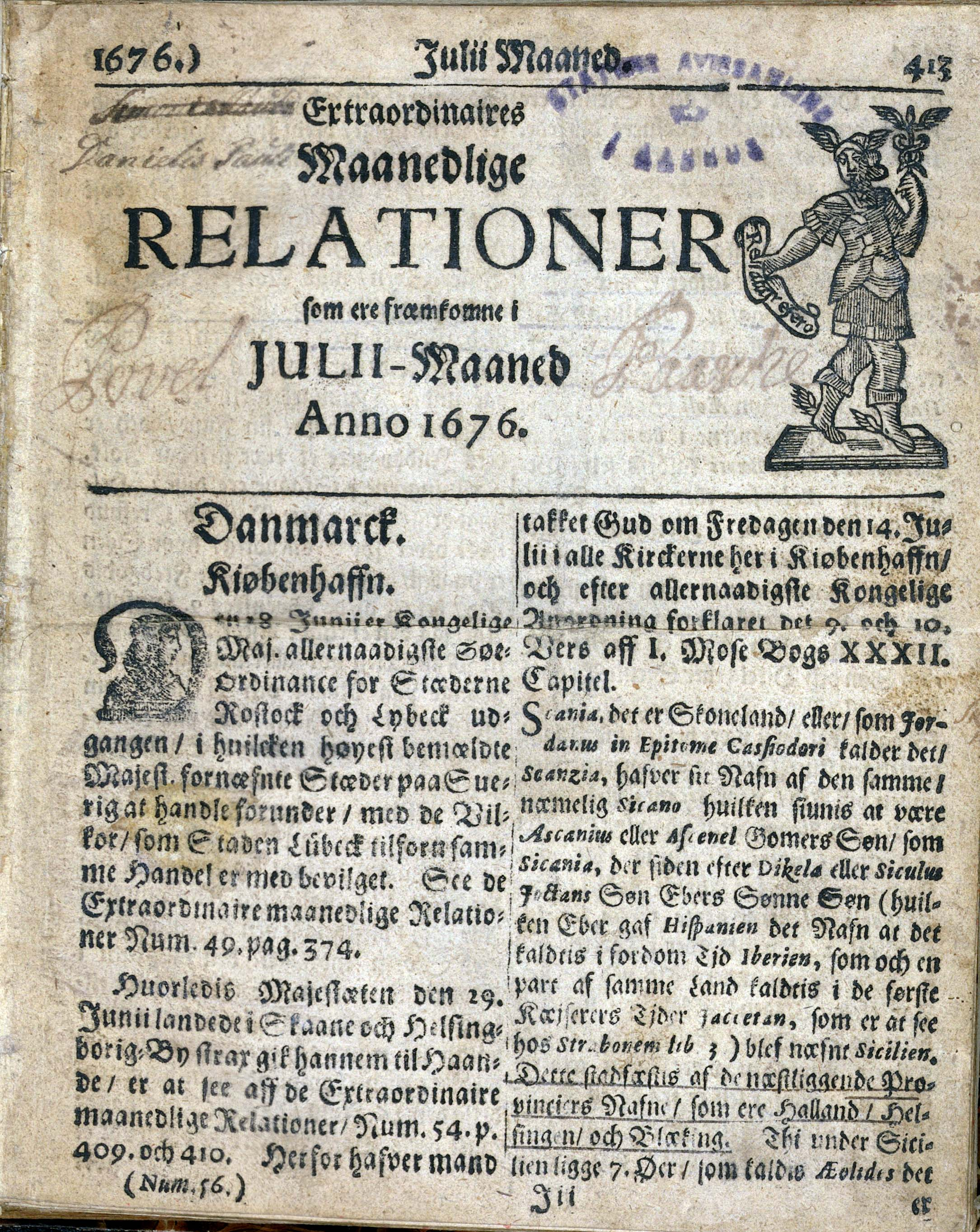
Dänischesprachige Relationer, 1676

Sie enthielten Nachrichten von aktuellen Ereignissen in Dänemark und anderen Ländern.
Seit dem November 1672 gab es auch eine dänischsprachige monatliche Ausgabe Extraordinaires Maanedlige Relationer.
Von 1681 sind die letzten Ausgaben der deutschsprachigen Zeitung erhalten.